# Northrop Grumman B-2 Spirit
Il Northrop Grumman B-2 Spirit è un bombardiere strategico subsonico statunitense in grado di trasportare ordigni sia convenzionali che termonucleari.
La tecnologia stealth di cui è dotato il B-2, lo aiuta a penetrare le difese nemiche con un'alta improbabilità di essere intercettato e abbattuto.
È il più costoso aeroplano mai costruito: il costo medio unitario è stato valutato in 737 milioni di dollari nel 1997, corrispondenti a circa 1,27 miliardi di dollari al cambio di novembre 2021. L'ordine iniziale era per 135 aerei, un numero poi ridotto a 75 negli anni ottanta; infine il presidente George H. W. Bush ridusse l'ordine finale a 21 esemplari nel gennaio del 1991.

## Storia del progetto
Ispirato al Northrop N-9M (il cui primo volo risale al 27 dicembre 1942), il B-2 nacque da un progetto segreto conosciuto, in un primo momento, come High Altitude Penetrating Bomber (HAPB, "Bombardiere da penetrazione ad alta quota"), in seguito identificato come Advanced Technology Bomber (ATB, "Bombardiere tecnologicamente avanzato") e infine denominato B-2 Spirit.
Si stima che negli anni ottanta siano stati spesi circa 23 miliardi di dollari per il programma. Altre spese furono sostenute per via del cambiamento di ruolo nel 1985, da bombardiere da alta quota a bombardiere a bassa quota, che richiese una parziale riprogettazione. Lo sviluppo del B-2 è stato uno dei segreti meglio custoditi dall'USAF e l'opinione pubblica non ebbe quindi modo di criticarne gli ingenti costi.
Il primo esemplare fu presentato il 22 novembre del 1988 nella base aerea di Palmdale, in California, dove era stato costruito.

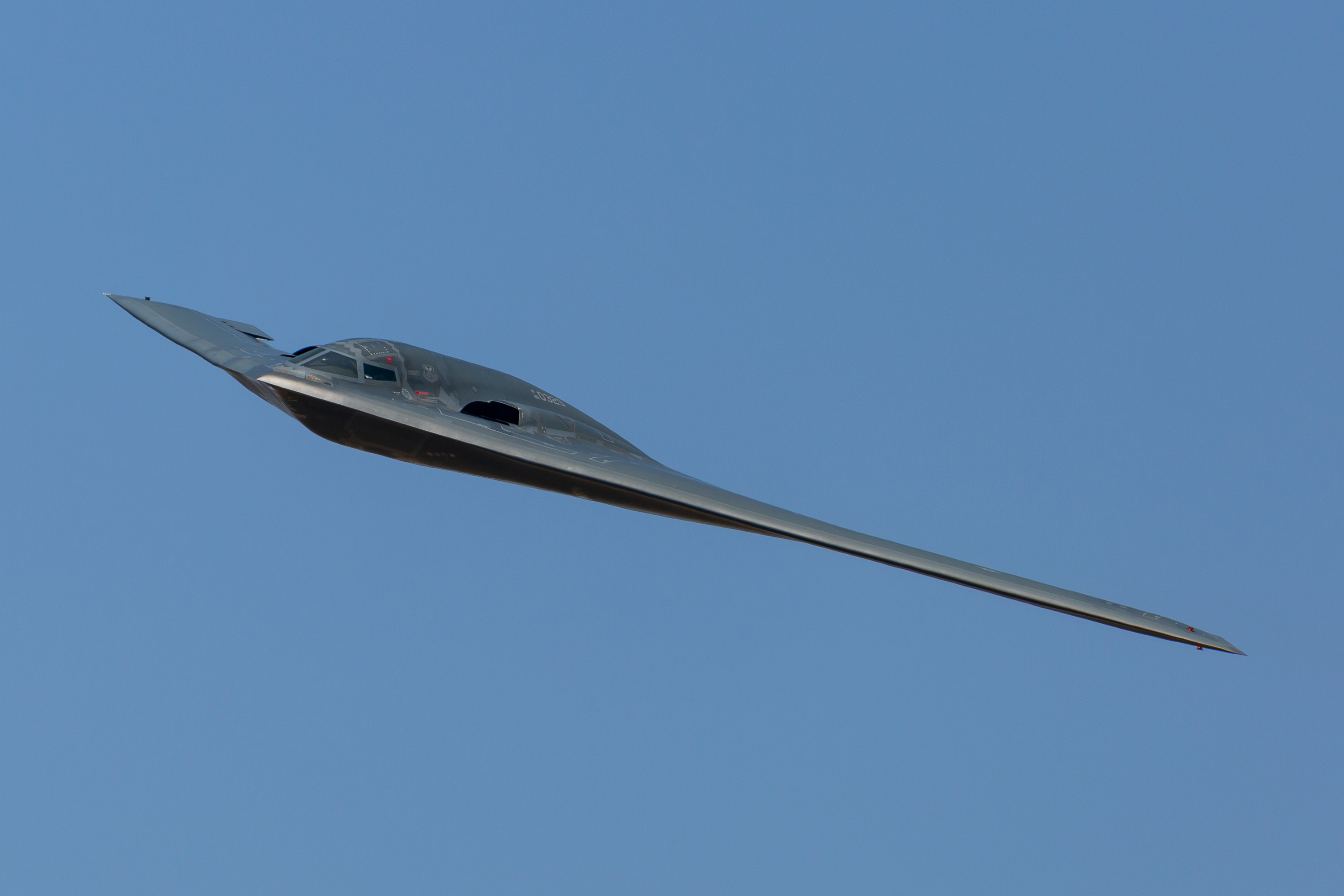
Lo Spirit of Missouri all'air show della Dyess AFB, nel 2018. Questa vista illustra il design bidimensionale e senza soluzione di continuità della fusoliera, una caratteristica distintiva che consente di eludere il rilevamento radar

Il primo volo avvenne il 17 luglio 1989 dalla base aerea di Edwards (California), dove l'Air Force Flight Test Center era il responsabile della costruzione, manutenzione e sviluppo dell'aereo. Il primo esemplare fu chiamato Spirit of America e consegnato il 17 dicembre 1993. La maggior parte dei B-2 ha il nome di uno Stato americano, seguendo la convenzione "Spirit of [nome dello Stato]". Le uniche eccezioni sono lo Spirit of America (l'AV-1, il primo esemplare) e lo Spirit of Kitty Hawk (AV-19), dal nome della cittadina della Carolina del Nord in cui, il 17 dicembre 1903, i fratelli Orville e Wilbur Wright fecero decollare il primo aereo nella Storia, il Flyer 1. La base aerea di Whiteman, nel Missouri, era la base operativa dei B-2 fino ai primi mesi del 2003, quando le strutture di supporto per questi bombardieri vennero costruite anche nella base aerea, condivisa con il Regno Unito, nell'isola di Diego Garcia nell'Oceano Indiano, seguite poi dal dispiegamento a Guam nel 2005. Il simulatore di volo del B-2 alla base di Whiteman è stato soprannominato "Spirit of Hell" (Spirito dell'inferno) dai cadetti che hanno dovuto sopportare vere e proprie maratone di addestramento. Alcune strutture sono state costruite anche nella base di Fairford, in Inghilterra.
Ci sono ancora forti polemiche in merito ai crescenti costi del programma: alcuni ritengono che siano così elevati in quanto comprendenti anche i costi di altri progetti segreti.
Il B-2 venne originariamente progettato per sganciare ordigni nucleari nel corso della Guerra Fredda, ma perse d'importanza col diminuire delle spese militari, considerandone anche i costi esorbitanti. Nel maggio del 1995, uno studio commissionato dal Congresso ritenne che, dopo il crollo dell'Unione Sovietica, non fossero più necessari ulteriori esemplari.

### Approvvigionamento
A metà degli anni ottanta, era stato pianificato un approvvigionamento di 132 esemplari, successivamente ridotto a 75. All'inizio degli anni novanta, il collasso dell'URSS annullò lo scopo primario del velivolo. Alla luce delle pressioni sul budget e dell'opposizione del Congresso, il presidente George H. W. Bush, nel suo discorso sullo stato dell'Unione, annunciò la limitazione della produzione a 20 unità. Nel 1996, l'Amministrazione Clinton, anche se inizialmente aderì alla limitazione stabilita in precedenza, autorizzò la conversione di un 21º apparecchio. Questo era un prototipo per i test che venne aggiornato e reso pienamente operativo al costo di circa 500 milioni di dollari.
I costi elevati riflettono le varie innovazioni nella produzione, tra cui sistemi di progettazione assistita da elaboratore e un sistema di controllo di produzione computerizzato. Inoltre, le spese sono dovute anche alle inefficienze causate dalla separazione dei team di progettazione in vari Stati della nazione, sia per la compartimentazione del progetto come misura di controspionaggio, che per suddividere la catena di forniture (che comprendevano contratti redditizi) sulla base di interessi politici.
Northrop avanzò nel 1995 una proposta all'aeronautica statunitense offrendosi di costruire altri 20 velivoli con un costo di 556 milioni di dollari ciascuno.

### Spionaggio
Nel 1984 un impiegato della Northrop, Thomas Cavanaugh, venne arrestato per il tentativo di vendita di informazioni classificate all'Unione Sovietica, trafugate dalla fabbrica situata a Pico Rivera, in California. Cavanaugh venne condannato all'ergastolo e rilasciato in libertà condizionale nel 2001.
Noshir Gowadia, un progettista che lavorò al sistema di propulsione del velivolo, venne arrestato nell'ottobre 2005 in relazione all'esportazione d'informazioni classificate. Il processo doveva iniziare il 12 febbraio 2008, ma, a causa di diversi rinvii, si svolse effettivamente solo nel 2010, concludendosi con una condanna a 32 anni di reclusione, poi confermata in appello.

### Costi del programma

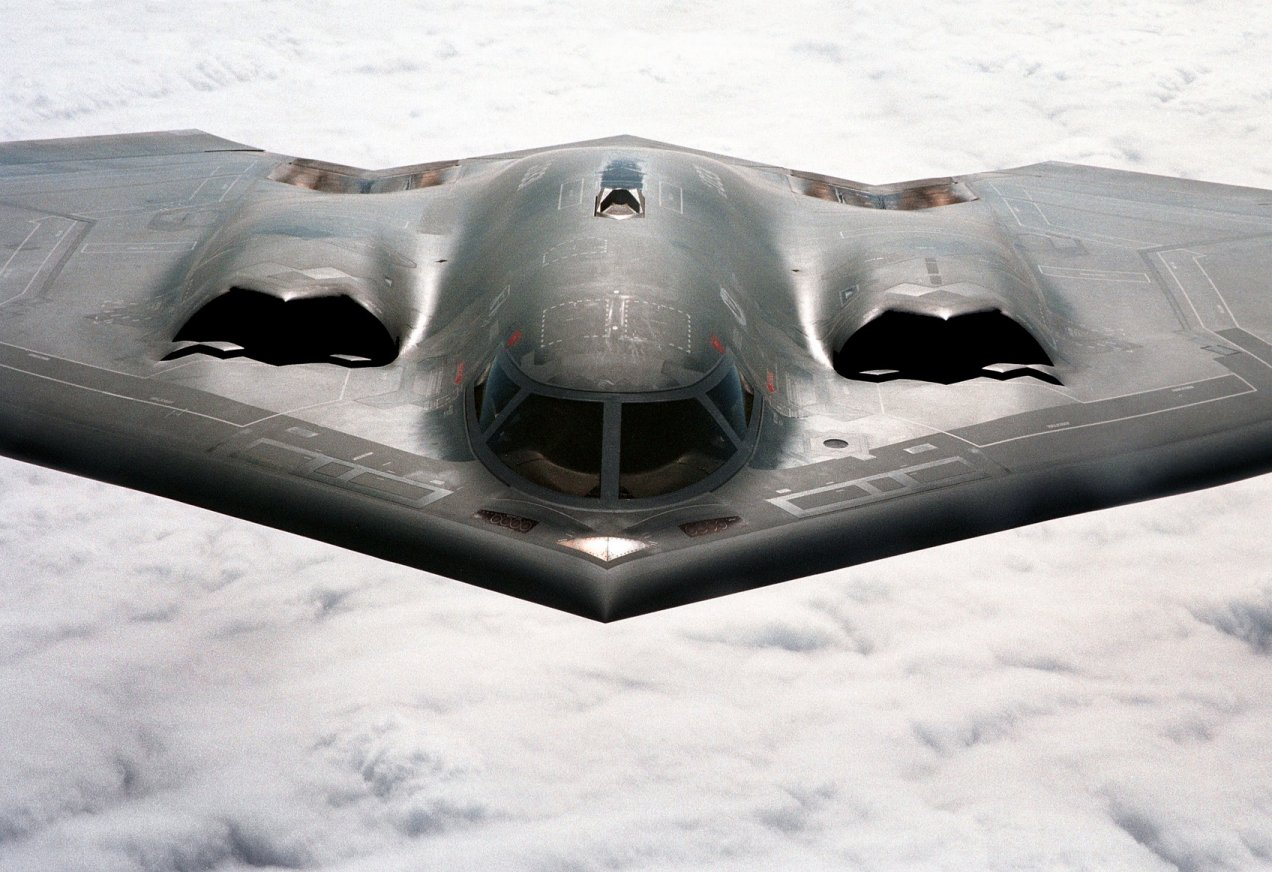
I propulsori del B-2 sono annegati nell'ala per nascondere le prese d'aria e minimizzare la rilevazione dei gas di scarico

Il programma fu soggetto a polemiche per i costi a carico dei contribuenti. Nel 1996, il General Accounting Office rivelò che il bombardiere B-2 "sarà, di gran lunga, il bombardiere con il costo maggiore per esemplare", con costi tripli rispetto all'aereo B-1 (9,6 milioni di dollari annui) e oltre il quadruplo del B-52H (6,8 milioni di dollari annui). Nel settembre 1997, ogni ora di volo del velivolo richiedeva 119 ore di manutenzione mentre, in paragone, il B-52 richiedeva 53 ore e il B-1B 60 ore. Uno dei motivi principali di questa manutenzione gravosa, consiste nell'impiego di hangar (con aria condizionata) che devono essere piuttosto ampi per via dell'apertura alare del velivolo (52,4 m). Questi hangar sono necessari per la manutenzione e la gestione delle superfici stealth del velivolo. Infatti, la copertura dell'aereo è molto fragile e richiede una manutenzione costante per mantenere bassa la firma radar.
Il costo totale del programma, proiettato nel 2004, era di 44,75 miliardi di dollari (valuta del 1997). Questi costi comprendono lo sviluppo, l'approvvigionamento, le strutture, la costruzione e i pezzi di ricambio. Il costo totale del programma, suddiviso per il numero di esemplari, porta ad un costo per velivolo di 2,13 miliardi di dollari. Con un peso totale di 71668 kg, ciascun esemplare di B-2 costa 30 dollari al grammo, simile al prezzo dell'oro.

### Opposizione
L'House Armed Services Committee, valutando il budget per la Difesa nell'anno fiscale 1990, tagliò 800 milioni di dollari al finanziamento per la ricerca e lo sviluppo, evitando contemporaneamente una mozione per cancellare il programma. L'opposizione al programma fu bipartisan, guidata dalla crescita del costo del velivolo.
Nel 1990, il Dipartimento della Difesa accusò la Northrop di impiegare componenti difettosi nel sistema di controllo di volo.
Molti membri autorevoli del Congresso iniziarono ad opporsi all'espansione del programma, tra cui l'ex candidato democratico John Kerry, che votò contro di esso nel 1989, 1991 e nel 1992, mentre era un senatore rappresentante del Massachusetts. Nel 1992, l'ex Presidente George H. W. Bush cercò di cancellare il programma e promise di tagliare i costi militari del 30%, dopo il collasso dell'Unione Sovietica.
Ad ottobre 1995, in uno studio del Dipartimento della Difesa chiamato Heavy Bomb Force Study, il Generale Michael E. Ryan e l'ex capo del comando congiunto del personale, il Generale John Shalikashvili raccomandarono al Congresso di non finanziare la costruzione di altri esemplari del velivolo, poiché come conseguenza sarebbero stati ridotti i budget per aerei convenzionali e in grado di trasportare armi nucleari, oltre alla presenza di obiettivi maggiormente prioritari.

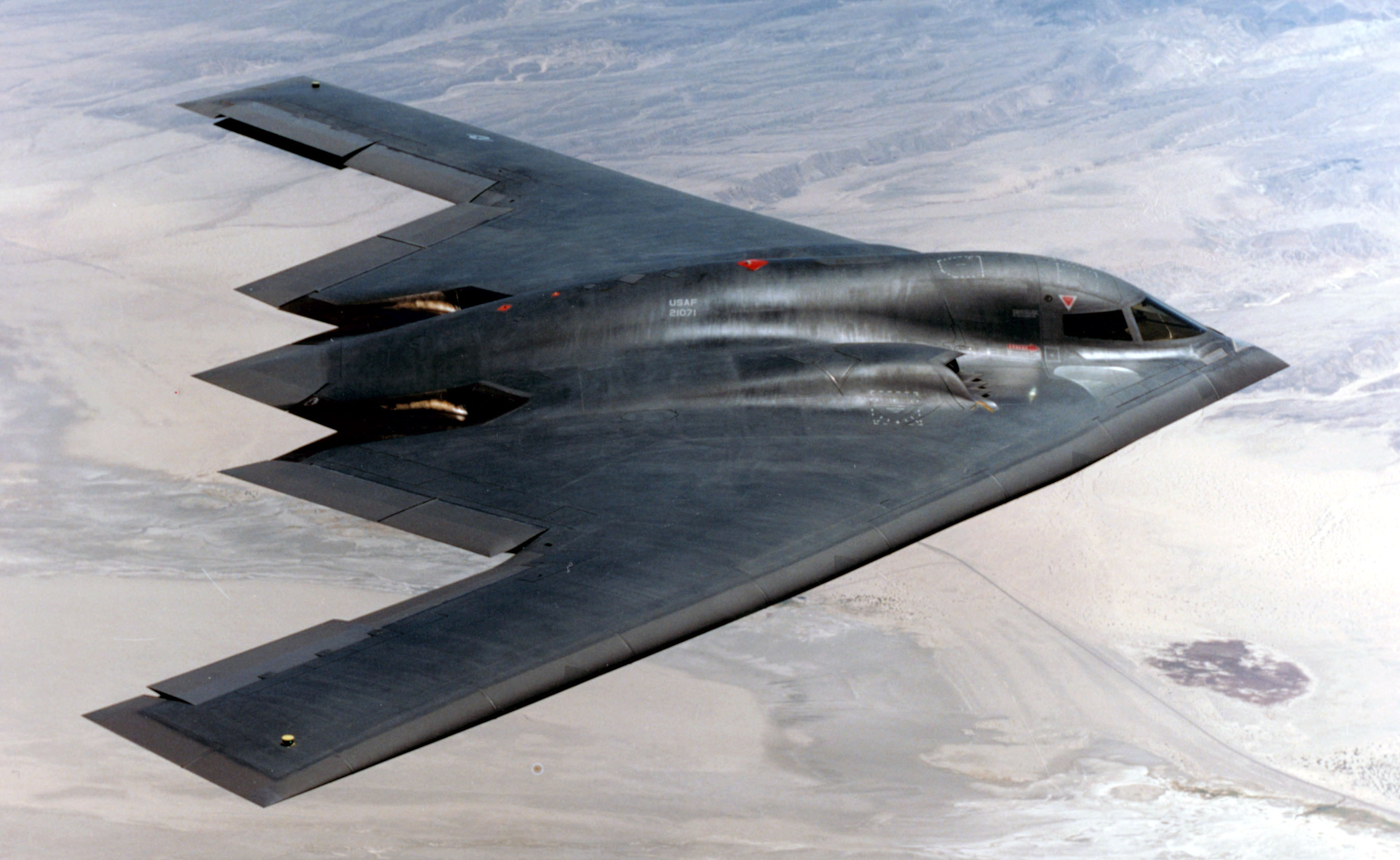
Vista laterale di un B-2 Spirit

Alcuni sostenitori del B-2 argomentarono l'acquisto di 20 esemplari aggiuntivi facendo notare il risparmio derivato dalle capacità del velivolo di penetrare in profondità le difese antiaeree ed impiegare armi a basso costo e corto raggio, anziché armi più costose. Tuttavia, nel 1995 il Congressional Budget Office (CBO) e il suo direttore, dedussero che gli esemplari aggiuntivi di B-2 avrebbero diminuito di circa 2 miliardi di dollari (in valuta del 1995) il costo delle armi impiegate dai bombardieri durante le prime 2 settimane di conflitto, periodo durante il quale l'Aeronautica statunitense prevedeva il maggior impiego di questo tipo di velivoli. Nonostante ciò, questo risparmio era una piccola frazione dei 26,8 miliardi (in valuta del 1995) che secondo lo stesso CBO erano necessari per i 20 esemplari aggiuntivi.

### Aggiornamenti
Nel 2008, il Congresso stanziò fondi per aggiornare i sistemi di controllo delle armi, per renderli in grado di colpire bersagli in movimento.
Il 29 dicembre 2008, l'USAF stipulò un contratto di produzione con la Northrop Grumman, del valore di circa 468 milioni di dollari, per modernizzare i radar. Il contratto prevedeva l'installazione di componenti radar allo "stato dell'arte" dell’epoca, per mantenere l'operatività della flotta B-2 nel futuro. Questa modifica seguiva la richiesta del dipartimento del commercio statunitense di impiegare una diversa frequenza radar.
Nel 2024, il velivolo viene aggiornato con software OMS (Open Missions Systems) che consente di ridurre i tempi di update del software di bordo da un ciclo biennale a meno di tre mesi, potendo integrare più rapidamente nuove armi e migliorie operative.

## Tecnica
Insieme al B-52 Stratofortress e al B-1 Lancer, il B-2 rappresenta la spina dorsale della flotta dei bombardieri statunitensi. Le sue capacità stealth gli permettono di penetrare attraverso le difese aeree nemiche, anche le più sofisticate, e di colpire obiettivi altamente difesi con una minima (se non nulla) possibilità di perdita.
Il rivoluzionario connubio fra la tecnologia stealth, la grande efficienza aerodinamica e un imponente carico bellico, rende il B-2 un ottimo bombardiere rispetto ai suoi predecessori. La sua autonomia è di circa 11.100 km senza rifornimento in volo. La sua scarsa traccia radar gli permette una grandissima libertà anche ad alte quote, aumentando il suo raggio d'azione e il campo visivo per i sensori di bordo (tuttavia queste capacità stealth risultano compromesse volando in condizioni di elevata umidità dell'aria). Grazie al GPS Aided Targeting System (GATS, "Sistema di puntamento assistito dal GPS") e all'impiego di bombe guidate come le Joint Direct Attack Munition, può utilizzare il suo radar APQ-181 per correggere gli errori di puntamento e aumentare la precisione maggiormente rispetto alle bombe a guida laser. Il B-2 è, inoltre, in grado di colpire 16 obiettivi diversi in un singolo passaggio.
Le capacità stealth del B-2 derivano da una combinazione di ridotte emissioni all'infrarosso, acustiche, elettromagnetiche e di una limitata traccia rilevabile dai radar, rendendone molto difficile o impossibile l'individuazione. Altre caratteristiche che lo rendono invisibile ai radar sono segrete, ma l'uso di materiali compositi, di speciali rivestimenti e il disegno ad "ala volante" contribuiscono all'effetto. Il modello matematico necessario per calcolare la sagoma degli aerei invisibili come l'F-117 e il B-2 è stato sviluppato dallo scienziato russo Pëtr Ufimcev durante la Guerra Fredda. Per fare un confronto, su una postazione radar un B-52 ha un ritorno di eco elettromagnetica (sezione radar equivalente) pari a quella di un Boeing 747, un B-1B a quella di un piccolo aereo da turismo mentre un B-2 a quella di un frisbee.
Per affrontare l'instabilità di volo intrinseca in un aereo ad ala volante, il B-2 Spirit impiega un sistema di controllo Fly-by-wire gestito da computer in grado di correggere in automatico le impostazioni di volo.
Il B-2 ha un equipaggio di 2 persone: il pilota nel seggiolino di sinistra e il comandante di missione a destra. Il velivolo può, se necessario, ospitare una terza persona. In paragone, l'equipaggio del B-1B è composto da quattro persone e quello del B-52 di cinque. Gli equipaggi del B-2 furono soggetti a studi sulla privazione del sonno per migliorarne le prestazioni in missioni particolarmente lunghe. Il bombardiere è altamente automatizzato e, a differenza degli aerei da combattimento biposto, permette ad un membro dell'equipaggio il riposo o l'uso della toilette o la preparazione di un pranzo mentre l'altro si occupa del volo.

## Impiego operativo

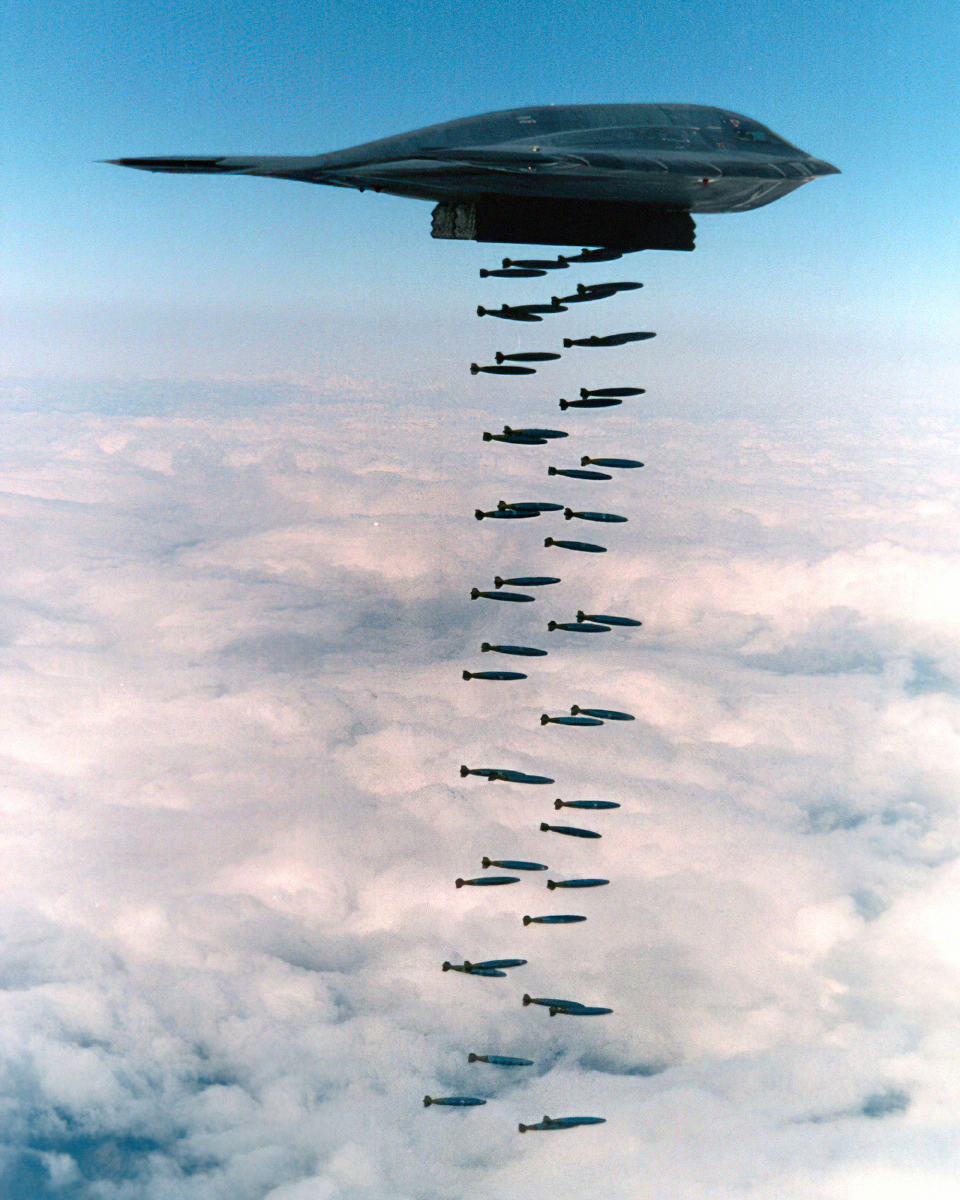
Un B-2 sgancia bombe a caduta libera Mk 82 in un'esercitazione del 1994

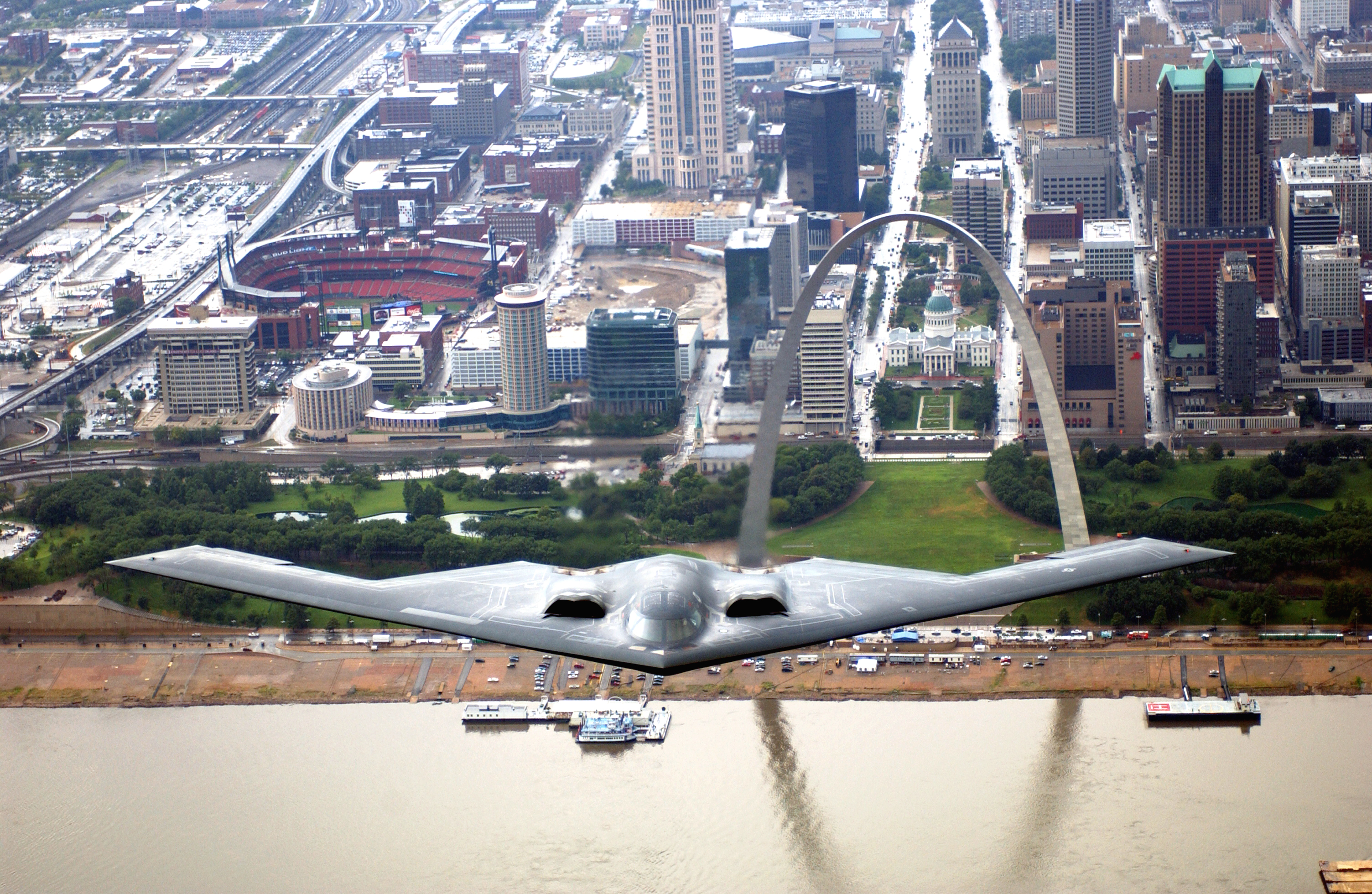
B-2 in volo sul fiume Mississippi (St. Louis, Missouri) con il Gateway Arch e il Busch Stadium sullo sfondo

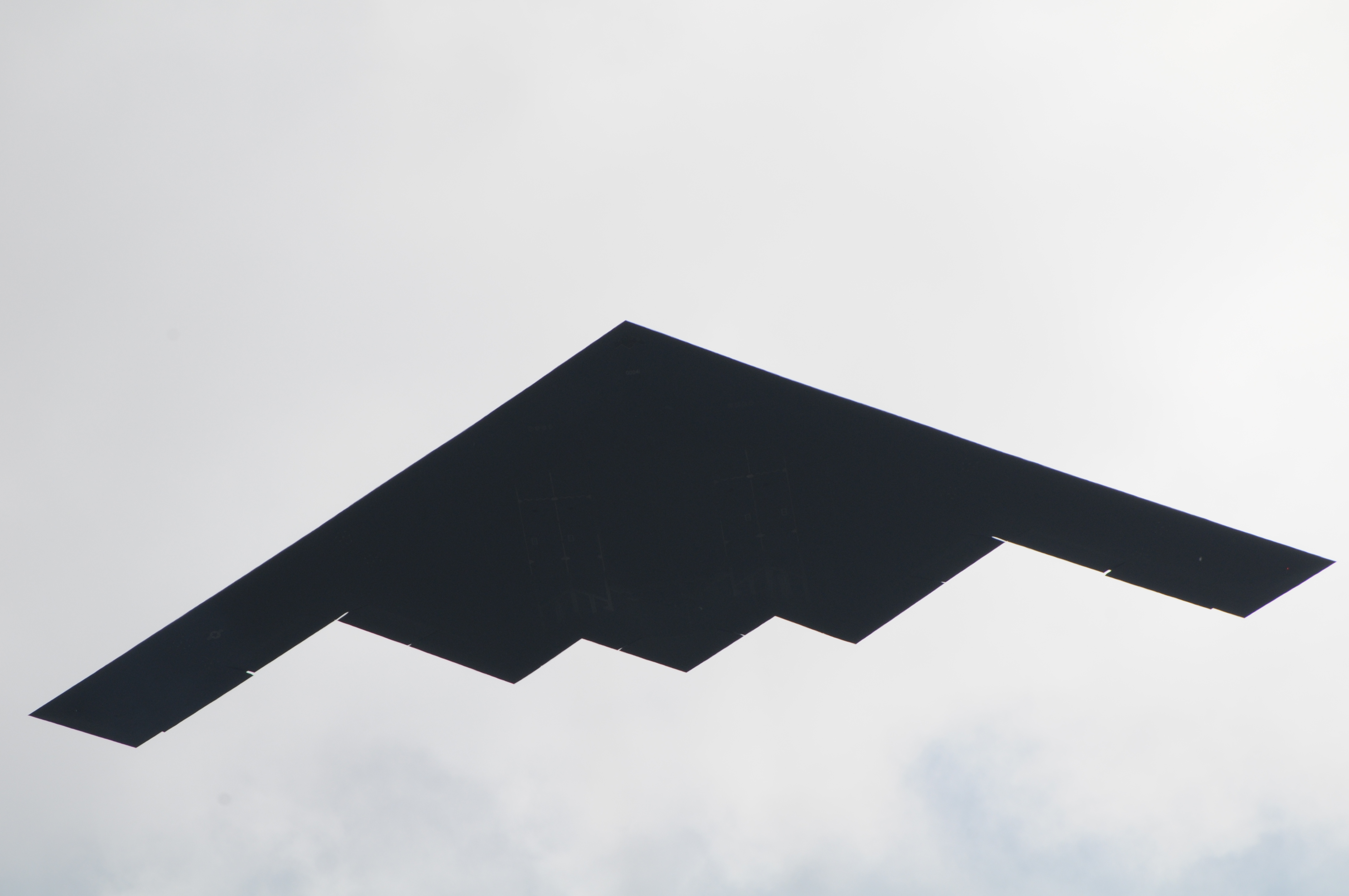
Silhouette di un B-2 (insolita per un bombardiere strategico)

Il "battesimo di fuoco" avvenne nel 1999 durante la Guerra del Kosovo, dove il B-2 fu uno dei primi bombardieri a usare le bombe a guida satellitare JDAM. Successivamente prese parte anche alle operazioni in Afghanistan della missione Operazione Enduring Freedom e in Iraq nell'Operazione Iraqi Freedom. I raid sull'Afghanistan partivano dalla base di Diego Garcia, dove i B-2 venivano riforniti e riarmati e l'equipaggio sostituito. Anche nelle prime missioni di Iraqi Freedom i decolli avvenivano da Diego Garcia, mentre in quelle successive i B-2 partivano direttamente dalla base di Whiteman nel Missouri. In questo modo le missioni duravano più di 30 ore (una arrivò a 50 ore): i piloti si avvicendavano e furono i pionieri negli studi per migliorare l'efficienza dell'equipaggio in voli così lunghi. Nel Pentagon's Operational Test and Evaluation Annual Report del 2003, emerse che il B-2 avesse dei problemi nella manutenzione dei materiali usati per la bassa osservabilità e con le componenti avioniche per l'autodifesa. Nonostante ciò, il B-2 dimostrò la sua grande utilità, sganciando 583 JDAM durante la guerra irachena.
Nel febbraio 2008 un esemplare del velivolo si schiantò in fase di decollo dalla Andersen Air Force Base, nell'isola di Guam, a causa dell'avaria di alcuni sensori: questo fu il primo B-2 operativo perso.
Nella notte fra il 19 ed il 20 marzo 2011, nel corso dell'Operazione Odissey Dawn, una formazione composta da tre B-2 Spirit, proveniente dalla base aerea di Whiteman, nel Missouri, portò a termine una missione di bombardamento, nella quale furono sganciate 40 JDAM su di un aeroporto libico.
Impiegati durante l'Operazione Midnight Hammer, condotta dal CENTCOM la notte fra il 21 e 22 giugno 2025, l'obiettivo dei B-2 consisteva nel colpire i siti nucleari iraniani di Fordow, Natanz e Esfahan, nell'intento di cancellarne le capacità di arricchimento dell'uranio, le quali, secondo gli Stati Uniti, avrebbero potuto portare alla fabbricazione di ordigni nucleari operativi. I B-2 Spirit erano armati con 14 bombe GBU‑57A/B MOP (30 000 lb ciascuna). Ogni velivolo poteva trasportarne due. Nel corso dell'intervento militare, sono stati lanciati missili Tomahawk su Natanz e Isfahan, da un sottomarino SSGN statunitense e successivamente sganciate 12 bombe anti-bunker su Natanz (dove l'uranio era conservato oltre 70-80 m al sotto della superficie) e 2 GBU-57A/B su Fordow (con l'uranio stoccato a 20 m sotto il suolo). Il presidente americano Donald Trump ha considerato un successo l'operazione, mentre il governo iraniano ha dichiarato che l'uranio era stato spostato in basi sicure prima dell'attacco.
| Numero velivolo                | Block No. | USAF s/n | Nome                     | Stato                                              |
| ------------------------------ | --------- | -------- | ------------------------ | -------------------------------------------------- |
| AV-1                           | Test/30   | 82-1066  | Spirit of America        | 14 luglio 2000 - attivo                            |
| AV-2                           | Test/30   | 82-1067  | Spirit of Arizona        | 4 dicembre 1997 - attivo                           |
| AV-3                           | Test/30   | 82-1068  | Spirit of New York       | 10 ottobre 1997 - attivo, usato in test            |
| AV-4                           | Test/30   | 82-1069  | Spirit of Indiana        | 22 maggio 1999 - attivo                            |
| AV-5                           | Test/20   | 82-1070  | Spirit of Ohio           | 18 luglio 1997 - attivo                            |
| AV-6                           | Test/30   | 82-1071  | Spirit of Mississippi    | 23 maggio 1997 - attivo                            |
| AV-7                           | 10        | 88-0328  | Spirit of Texas          | 31 agosto 1994 - attivo                            |
| AV-8                           | 10        | 88-0329  | Spirit of Missouri       | 31 marzo 1994 - attivo                             |
| AV-9                           | 10        | 88-0330  | Spirit of California     | 17 agosto 1994 - attivo                            |
| AV-10                          | 10        | 88-0331  | Spirit of South Carolina | 30 dicembre 1994 - attivo                          |
| AV-11                          | 10        | 88-0332  | Spirit of Washington     | 29 ottobre 1994 - attivo                           |
| AV-12                          | 10        | 89-0127  | Spirit of Kansas         | 17 febbraio 1995 - precipitato il 23 febbraio 2008 |
| AV-13                          | 10        | 89-0128  | Spirit of Nebraska       | 28 giugno 1995 - attivo                            |
| AV-14                          | 10        | 89-0129  | Spirit of Georgia        | 14 novembre 1995 - attivo                          |
| AV-15                          | 10        | 90-0040  | Spirit of Alaska         | 24 gennaio 1996 - attivo                           |
| AV-16                          | 10        | 90-0041  | Spirit of Hawaii         | 10 gennaio 1996 - attivo                           |
| AV-17                          | 20        | 92-0700  | Spirit of Florida        | 3 luglio 1996 - attivo                             |
| AV-18                          | 20        | 93-1085  | Spirit of Oklahoma       | 15 maggio 1996 - attivo                            |
| AV-19                          | 20        | 93-1086  | Spirit of Kitty Hawk     | 30 agosto 1996 - attivo                            |
| AV-20                          | 30        | 93-1087  | Spirit of Pennsylvania   | 5 agosto 1997 - attivo                             |
| AV-21                          | 30        | 93-1088  | Spirit of Louisiana      | 10 novembre 1997 - attivo                          |
| da AV-22 ad AV-165: cancellati |           |          |                          |                                                    |

## Utilizzatori
Stati Uniti
- United States Air Force

21 esemplari costruiti, 20 in servizio al gennaio 2022.

## Sviluppi futuri
Partendo dall'esperienza accumulata con il B-2 Spirit, la Northrop Grumman sta sviluppando un nuovo progetto denominato B-21 Raider, dalla forma simile e con caratteristiche stealth estremamente spinte, che dovrebbe entrare in servizio nel 2025.

## Il B-2 Spirit nella cultura di massa
- Lo schianto del velivolo Spirit of Kansas (89-0127), l'unico dei 21 esemplari prodotti che è andato distrutto, è descritto nella stagione 22 della serie di documentari canadesi Indagini ad alta quota, nell'episodio "La caduta dell'aereo invisibile".
- Lo Spirit compare tra i velivoli della serie di videogiochi di Ace Combat.[42] Il B-2 fa apparizioni anche nella celebre serie di videogiochi sparatutto Call of Duty: Modern Warfare 2 e 3 con il nome di "Bombardiere Stealth"; completando nel 3º capitolo della saga la sfida "1000 uccisioni con il Bombardiere Stealth" si sbloccherà il titolo "Spirito", parte del nome B-2 Spirit. Appare inoltre in Deadly Skies III e in Act of War: Direct Action.
- Compare nel film Trappola sulle Montagne Rocciose e nel film Independence Day,[43]  nel film Nome in codice: Broken Arrow di John Woo, con John Travolta e Christian Slater e in maniera non ufficiale in MetalStorm: Wingman. Appare infine in una delle fasi finali del film Cloverfield quando il mostro viene bombardato mentre si aggira per una semi-distrutta Manhattan.
- Compare nel videogioco Civilization V con il nome di bombardiere invisibile e costituisce la migliore unità aerea del gioco.
- Compare nella serie TV The last man on Earth, dove viene usato per girare su strada, procedendo a passo d'uomo.
- Compare nel gioco Empire Earth come bombardiere primario nell'età Moderna.
- Compare nel videogioco Rise of Nations, come ultimo sviluppo delle armi aeree.
- Compare nella serie TV 24, dove un esemplare viene trafugato da un gruppo di terroristi e utilizzato per abbattere l'Air Force One.
- Compare nel film Rampage - Furia animale nella battaglia finale, quando è ordinato a un B-2 di sganciare una GBU-43 Massive Ordnance Air Blast bomb.
- Compare nel film Shin Godzilla dove tre esemplari vengono abbattuti dai terribili raggi atomici del mostro.
- Aerei simili al B-2 compaiono nelle pagine extra del capitolo 139 del manga Attack On Titan, intenti a bombardare l'isola di Paradis.
- Compare nella saga di Ace Combat molteplici volte come in Ace Combat Zero: The Belkan War nella missione di bombardamento ad Hoffnung, (Inferno 11ª missione della campagna operazione Cannibal. O nel più recente Ace Combat 7: Skies Unknown dove appare nella missione nº 19-2 Operazione Daredevil o nel briefing della missione nº 13 Bunker Buster.